# Denis Legerský
Denis Legerský (* 25. března 1987, Liptovský Mikuláš) je slovenský lední hokejista.
Jako odchovanec MHk 32 Liptovský Mikuláš hrál většinu kariéry v nižších slovenských soutěžích, v roce 2011 odešel do Turecka. S ankarským klubem Başkent Yıldızları Spor Kulübü získal jako hrající trenér titul Türkiye Buz Hokeyi Süper Ligi v roce 2013, kdy zároveň vyhrál soutěž produktivity (42 branek, 33 asistencí) a byl zvolen nejužitečnějším hráčem ligy. Nastoupil za Başkent Yıldızları také v Kontinentálním poháru. Po sezoně přestoupil do İzmir Büyükşehir Belediyesi SK a pomohl mu k ligovému prvenství v roce 2014.
V únoru 2014 nastoupil za tureckou reprezentaci v přátelských zápasech proti Bosně a Hercegovině (výhra 7:2 a prohra 4:6). Byl obviněn z neoprávněného startu, protože nemá turecké občanství, ale nakonec nebyl potrestán vzhledem k tomu, že zápasy byly označeny za neoficiální a obě strany se na možnosti nasadit cizince předem dohodly.
Působil jako asistent reprezentačního trenéra Denize Inceho na Mistrovství světa v ledním hokeji 2014 (Divize II).